# Pei Hwa (établissement d'enseignement secondaire)
L'établissement d'enseignement secondaire Pei Hwa (sinogramme simplifié : 培华独立中学, anglais : Pei Hwa High School, malais : Sekolah Menengah Persendirian Pei Hwa) est un établissement scolaire chinois indépendant situé à Sungai Mati, Ledang, Johor, en Malaisie. 
L'établissement d'enseignement Pei Hwa est créé en 1929 par Cai Jing San, Zheng Qing Mou, Li Hui Mu, Zhang Yu Cai, Liu Guang Wen, Kai Qi Zheng, Chen Shu, Li Guo Zhu et d'autres associés.
La loi sur l’Éducation de 1961 annonce la suppression de l'enseignement du chinois au collège. Le chinois est abandonné, l'anglais est alors utilisé comme langue d'enseignement et l'école restructurée en Collège National (sinogramme simplifié: 国民型中学, anglais: National-type Secondary Schools, Malais : Sekolah Menengah Jenis Kebangsaan, SMJK) afin de pouvoir recevoir les subventions de l'État. L'école choisit plus tard de devenir un établissement indépendant, ce qui l'oblige à être économiquement indépendante, et à donner un enseignement privé.  Elle ne fait donc plus partie du système de l'éducation Malaisienne. Par conséquent, en devenant une école chinoise indépendante, l'établissement ne reçoit pas d'aides financières de l'État malaisien et en dehors des frais de scolarité des élèves inscrits, des collectes de fonds sont souvent organisées afin de régler les dépenses quotidiennes de l'école.
La langue principale d'enseignement de l'école est le chinois ; toutefois l'enseignement reste trilingue avec le chinois, l'anglais et le malais. Les études au sein de l'école durent six ans, dont trois années au collège et trois au lycée. Afin de maintenir le niveau scolaire des élèves, un système de redoublement est utilisé. En général, si les notes de l'élève n'atteignent pas la moyenne, il ne peut passer en classe supérieure. Avant que les élèves ne quittent led Middle schools et les High school, ils ont l'obligation de passer le Unified Examination Certificate organisé par Examination Board Malaysian Independent Chinese Secondary School Working Committee (ou Examination Board MICSS Working Committee).

## Histoire

### 1929-1946
L'école primaire de Pei Hwa est créée en 1929. Plus tard, l'école est déplacée à Kwang Tung. La population étudiante augmente, 
de sorte que l'école emprunte des locaux à la Chinese Rubber Trade Association (Association chinoise du commerce de caoutchouc) afin de construire une seconde école en 1936. Dans les mêmes temps, la Tai Chang Company apporte sa contribution en faisant don d'un terrain et l'école fait également l'acquisition d'un terrain pour la construction de bâtiments ; la surface augmente alors de 4 acres (environ 2 hectares). En 1938, l'école déménage dans ses nouveaux locaux, dénombrant alors environ 140 étudiants.
À la suite de l'occupation de la Malaisie par le Japon en 1942, l'école doit fermer ses portes : tous les équipements sont détruits. En 1946, les cours reprennent.

### 1947-1962
Répondant au développement de l'enseignement et à la demande de la société, l'école ouvre des classes primaires du niveau supérieur en 1947. En 1949, l'école commence les inscriptions des étudiants au cycle d'enseignement secondaire et la superficie de l'école augmente graduellement. En pleine expansion, l'école manque alors de locaux. À partir de 1958, le nombre d'étudiants est supérieur à 1 000 élèves, mais à cause du manque de locaux, les écoles primaires et secondaires doivent doubler les horaires de cours, répartissant les cours les matins et les après-midis, augmentant le nombre d'heures passées dans l'établissement pour chaque élève.
L'école primaire est séparée de l'école secondaire la même année. L'école primaire est installée dans ces locaux actuels l'année suivante, et est appelée depuis lors Sekolah Jenis Kebangsaan Cina Pei Hwa (SJK(C) Pei Hwa).
Depuis 1960, l'école secondaire offre des enseignements de meilleure qualité, devenant le meilleur établissement du Nord de Muar. Pendant The Education Act 1961 (Loi sur l'éducation de 1961), l'école est renommée Sekolah Menengah Jenis Kebangsan Pei Hwa (SMJK Pei Hwa), provoquant un mouvement étudiant au cours de la restructuration. Néanmoins, l'enseignement dans la langue maternelle se doit d'être conservé. En effet, la standardisation originale des certificats scolaires est toujours de rigueur, de sorte que le conseil de l'école continue d'apporter un enseignement dans la langue maternelle. L'établissement ouvre à nouveau l'école de langue chinoise, le lycée Pei Hwa est reformé peu après. Jusque là, les étudiants de l'école étaient bien plus âgés que la moyenne.

### 1963 à nos jours
L'école fait face à la crise la plus profonde jamais connue depuis sa création, concernant notamment les difficultés économiques et l'origine des étudiants ; de plus, l'école ne possède pas son propre campus mais partage ses locaux avec SMJK Pei Hwa.
En 1971, la Che Kuan Khor Moral Uplifting Society, Sungai Mati et le président de la Pei Hwa Alumni Association, Wu Nai Guang, font don de terrains afin que l'école puisse construire des bâtiments. L'école s’installe dans ses locaux en 1975, juste en face de SMJK Pei Hwa. À cette époque, l'école ne compte que 46 étudiants.
À la suite du développement de l'école, le nombre d'étudiants passa à 717 en 1987. Avec le développement rapide des technologies de l'information, l'école commence à offrir des cours d'informatique. Elle est la première à mettre en place des cours de menuiserie en 1989. Entre 1996 et 1999, les étudiants en menuiserie participent à la Malaysia Skills Competition (MSC) et gagnent le Prime Minister's Golden Hands Awards quatre années de suite. Les étudiants en menuiserie représentent la Malaisie lors de la 35e WorldSkills International Competition qui se tient à Montréal au Canada en 1999. Toutefois, les cours de menuiserie sont suspendus en 2001 par manque de moyens financiers. Les cours scientifiques sont rouvert en 2001. En 2004, l'école remet en place la semaine des six jours.
Le 28 juillet 2008, l'école signe un accord de partenariat avec la Tsun Jin High School. La même année, elle remporte le UEC (Junior) Language Category Most Improve Award du Tan Kah Kee Award. Le 3 décembre 2012, elle signe un accord de partenariat avec l'université taïwanaise Chung Chou University of Science and Technology.

## Bâtiments principaux
- Nouveau bâtiment de cours : une cérémonie d'inauguration a lieu le 6 octobre 2003, présidée par Abdul Ghani Othman, Menteri Besar (Premier Ministre) de l'état de Johor. Le bâtiment est inauguré le 13 août 2004. Il compte au total quatre étages dont un nouveau bureau, vingt-quatre salles de classe, et possède l'air conditionné dans chaque pièce.
- Le bâtiment L : ce bâtiment est achevé en 1980 et mis en service l'année suivante. Il compte sept salles de classe, deux sanitaires, un bureau, une salle d'art plastique, un centre commercial et un laboratoire de sciences.
- Salle de sports couverte : la construction débute en 1987 et prend fin en 1989. L'édifice comprend un terrain de basketball, deux terrains de tennis, quelques salles de classe et une bibliothèque numérique.
- Amphithéâtre Wang Zha Mo : situé au rez-de-chaussée du nouveau bâtiment de cours et mis en service depuis le 6 septembre 2008.
- Bibliothèque numérique Cai Ming Fu : la bibliothèque est mise en service le 6 septembre 2008 et agrandie grâce aux dons de Dato Yu Bing Shun.
- Logement : les logements pour les professeurs (cinq résidences séparées, comptant trois chambres chacune) et la résidence étudiante Lin Jin Si (quatre-vingt bâtiments de cinq étages) sont tous deux achevés en 1997 et inaugurés le 27 juin 1998.
- Le terrain de basketball Chen Mei Niang : mis en service le 1er juillet 2011 ; la cérémonie d'inauguration est présidée par Hamim Samuri, membre du parlement du district de Ledang.
- Le Jardin Yacca : ouvert le 6 septembre 2008.
- Centre de recyclage : ancien centre d'activité des étudiants, datant de 1984.
- Terrain d'école et tribunes.
- Terrain de basketball ouvert.
- Le pavillon Chee Soon : ce pavillon est construit en mémoire de  M. Ang Chee Soon, ancien directeur de l'école.

| Porte de l'école                   | Chemin des pins    | Le bâtiment de cours L et le terrain de basketball ouvert | Le terrain de Basketball Chen Mei Niang |
| Le hall de l'établissement         | Bâtiment de cours  | Amphitéâtre Wang Zha Mo                                   | Cantine                                 |
| Résidence universitaire Lin Jin Si | Pavilion Chee Soon | Grandstand                                                | Terrain                                 |

## Directeurs
| No. | Durée           | Nom directeur     |
| --- | --------------- | ----------------- |
| 01  | 1962-1963       | M. Chen Yue Lin   |
| 02  | 1964-1966       | M. Chen Ji Ping   |
| 03  | 1967-1969       | M. Mo Ze Ying     |
| 04  | 1970-1974       | M. Xie You Zhai   |
| 05  | 1975-1985.08    | M. Ang Chee Soon  |
| 06  | 1985.09-1993.11 | M. Tey Tong Kem   |
| 07  | 1993.12-1995.11 | M. Lin Jia Zuo    |
| 08  | 1995.12-1999.11 | M. Ng Siong Kwee  |
| 09  | 1999.12-2003.11 | M. Wong Siong Sin |
| 10  | 2004.04-2008.03 | M. Ng Kim Kuee    |
| 11  | 2008.04-2012.05 | Mme San Son Cheng |
| 12  | 2012.06-Présent | M. Kek Tian Peng  |

## Organisation et administration

### Commission scolaire

#### Présidents
| No | Durée du poste | Président                       |
| -- | -------------- | ------------------------------- |
| 01 | 1962-1982      | M. Cai Jing San                 |
| 02 | 1983-1988      | Dato Lai Jun Di                 |
| 03 | 1989-1990      | M. Tang Tze Kang, PIS           |
| 04 | 1990-2004      | M. Ng Poy Kuang @ Ng Seng Kiang |
| 05 | 2005-2010      | M. Wong Lee Chong               |
| 06 | 2010-2014      | M. Tan So Tiok                  |

### Association des anciens élèves
L'association des anciens élèves est une association des élèves diplômés ou, plus largement, des précédents élèves. Actuellement[Quand ?], il est en partenariat avec l'association des anciens élèves de PPHS, comprenant :
- Persatuan Bekas Pelajar Sekolah Tinggi Pei Hwa Sg. Mati in Malais (sinogramme simplifié : 培华独中校友会)
- Persatuan Murid-Murid Tua Sekolah Pei Hwa (Sg. Mati) Johor Selatan in Malais (sinogramme simplifié : 培华(利丰港)柔南校友会)
- Persatuan Murid-Murid Tua Sekolah Pei Hwa Sg. Mati in Malais (sinogramme simplifié : 利丰港培华校友会).

Les membres de ces organisations sont volontaires et ces organisations sont des communautés à but non lucratif. Le but et la portée de leur travail peuvent être résumés en quelques points :
- aider l'école en gardant les anciens élèves informés du développement de l'école; raviver les amitiés nouées pendant les années scolaires ;
- permettre aux anciens élèves de communiquer entre eux et de faire appel aux anciens élèves pour le développement de leur carrière et l'obtention d'emploi pour les étudiants et les élèves diplômés ;
- organiser des évènements sociaux, aider les anciens élèves à garder le contact entre eux et avec l'institution ;
- aider au recrutement de l'école, à la promotion de l'école ;
- servir de lieu pour échanger des idées entre les anciens élèves et encourager la participation dans le développement de l'éducation ;
- collecter des informations sur l'histoire de l'école, publication de lettres d'information et de magazines de l'école ;
- offrir des bourses et des aides financières aux étudiants issus de familles aux revenus faibles.